# アスファルト・ヒーロー
『アスファルト・ヒーロー』は、日本のアイドル歌手・郷ひろみが1981年12月21日にCBS・ソニーから発売した17枚目のオリジナルアルバムである。

## 内容
前作『THE BEST 郷ひろみ』から1ヶ月ぶり、オリジナルアルバムとしては『PLASTIC GENERATION』から約7ヶ月ぶりの作品。
今作のサウンドプロデュースは井上鑑が手掛けており、前作『PLASTIC GENERATION』をより追求した作品となっている。

## 収録曲

### LP盤
| 全編曲: 井上鑑。 |                                                     |           |           |       |
| #                | タイトル                                            | 作詞      | 作曲      | 時間  |
| 1.               | 「哀愁ヒーロー Part1・Part2」(40thシングルの表題曲) | 三浦徳子  | 中村裕介  | 4:51  |
| 2.               | 「恋愛特許」                                        | 浅野裕子  | 小杉保夫  | 4:08  |
| 3.               | 「ポケットの春 -11Fのマリア-」                      | 三浦徳子  | 中村裕介  | 4:19  |
| 4.               | 「I'm Sorry」                                       | 三浦徳子  | 中村裕介  | 3:42  |
| 5.               | 「Vivid Girl」                                      | 谷口雅洋  | 谷口雅洋  | 4:02  |
| 合計時間:        | 合計時間:                                           | 合計時間: | 合計時間: | 21:02 |

| 全編曲: 井上鑑。 |                                                      |           |           |       |
| #                | タイトル                                             | 作詞      | 作曲      | 時間  |
| 1.               | 「存分Lady」                                         | 谷口雅洋  | 谷口雅洋  | 4:45  |
| 2.               | 「口紅嫉妬」(タイトルの読みは「くちべにジェラシー」) | 浅野裕子  | 小杉保夫  | 4:05  |
| 3.               | 「もういちど思春期」(39thシングルの表題曲)           | 三浦徳子  | 小杉保夫  | 3:24  |
| 4.               | 「狙撃者」                                           | 三浦徳子  | 小杉保夫  | 4:08  |
| 5.               | 「アスファルト・ヒーロー」(今作の表題曲)             | 三浦徳子  | 中村裕介  | 3:05  |
| 合計時間:        | 合計時間:                                            | 合計時間: | 合計時間: | 19:27 |

### CD盤
| 全編曲: 井上鑑。 |                                |           |           |       |
| #                | タイトル                       | 作詞      | 作曲      | 時間  |
| 1.               | 「哀愁ヒーロー Part1・Part2」  | 三浦徳子  | 中村裕介  | 4:51  |
| 2.               | 「恋愛特許」                   | 浅野裕子  | 小杉保夫  | 4:08  |
| 3.               | 「ポケットの春 -11Fのマリア-」 | 三浦徳子  | 中村裕介  | 4:19  |
| 4.               | 「I'm Sorry」                  | 三浦徳子  | 中村裕介  | 3:42  |
| 5.               | 「Vivid Girl」                 | 谷口雅洋  | 谷口雅洋  | 4:02  |
| 6.               | 「存分Lady」                   | 谷口雅洋  | 谷口雅洋  | 4:45  |
| 7.               | 「口紅嫉妬」                   | 浅野裕子  | 小杉保夫  | 4:05  |
| 8.               | 「もういちど思春期」           | 三浦徳子  | 小杉保夫  | 3:24  |
| 9.               | 「狙撃者」                     | 三浦徳子  | 小杉保夫  | 4:08  |
| 10.              | 「アスファルト・ヒーロー」     | 三浦徳子  | 中村裕介  | 3:05  |
| 合計時間:        | 合計時間:                      | 合計時間: | 合計時間: | 40:29 |